# Herschel K. Mitchell
Herschel Kenworthy Mitchell (* 27. November 1913 in Los Nietos bei Los Angeles; † 1. April 2000) war ein US-amerikanischer Biochemiker.
Mitchell studierte Chemie am Pomona College mit dem Bachelorabschluss 1936, am Oregon State College mit dem Masterabschluss 1938 und an der University of Texas, an der er 1941 in Organischer Chemie und Biochemie promoviert wurde. Ab 1943 war er bei George Wells Beadle an der Stanford University, wobei er sich als Chemiker in der Genetiker-Gruppe von Beadle in die Genetik besonders von Neurospora (dem Pilz, den die Gruppe als Modellorganismus verwendete) einarbeitete. Mit Beadle ging er 1946 an das Caltech, wo er 1949 Associate Professor und 1953 Professor für Biologie wurde. 
Bei Beadle befasste er sich mit biochemischer Genetik und konnte als Erster bei einem Mutanten von Neurospora das Fehlen eines Enzyms nachweisen (Tryptophan-Synthetase). Das war ein wichtiges Beweisstück der Ein-Gen-Ein-Enzym-Hypothese von Beadle.
1941 isolierte er Folsäure (aus 4 Tonnen Spinat) und erkannte ihren Vitamin-Charakter.
Er befasste sich eingehend mit Biosynthese in Neurospora, unter anderem isolierte er 1951 Orotidin aus Neurospora. Ab den 1950er Jahren wandte er sich Drosophila und deren Entwicklungsbiologie zu. Dabei arbeitete er auch mit Ernst Hadorn zusammen. 
In den 1970er Jahren war er ein Pionier in der Biochemie des Hitzeschocks. Mit Alfred Tissières entdeckte er 1973, dass nach einem Hitze-Schock eine kleine Gruppe neuer Proteine synthetisiert wird und die Produktion der meisten anderen abgeblockt wird.